# Linguagem de modelagem
Uma linguagem de modelagem é um linguagem artificial que pode ser utilizada para expressar informação, conhecimento ou sistemas em uma estrutura que é definida por um conjunto consistente de regras. As regras são utilizadas na interpretação do significado dos componentes da estrutura.
A UML é um exemplo de linguagem de modelagem utilizada para representar sistemas.